# Gilberto Flores Muñoz (Tabasco)
Gilberto Flores Muñoz es una localidad del municipio de Huimanguillo ubicado en la subregión de la Chontalpa del estado mexicano de Tabasco.

## Geografía
La localidad de Gilberto Flores Muñoz se sitúa en las coordenadas geográficas 17°40′47″N 93°31′14″O / 17.679722, -93.520556, a una elevación de 40 metros sobre el nivel del mar.

## Demografía
Según el Conteo de Población y Vivienda 2020, efectuado por el Instituto Nacional de Estadística y Geografía, la localidad de Gilberto Flores Muñoz tiene 940 habitantes, de los cuales 485 son del sexo masculino y 455 del sexo femenino. Su tasa de fecundidad es de 2.69 hijos por mujer y tiene 247 viviendas particulares habitadas.
| Gráfica de evolución demográfica de Gilberto Flores Muñoz entre 1990 y 2020 |
|                                                                             |
| INEGI.                                                                      |